# Greifenburg
Greifenburg osztrák mezőváros Karintia Spittal an der Drau-i járásában. 2016 januárjában 1755 lakosa volt. 

## Elhelyezkedése

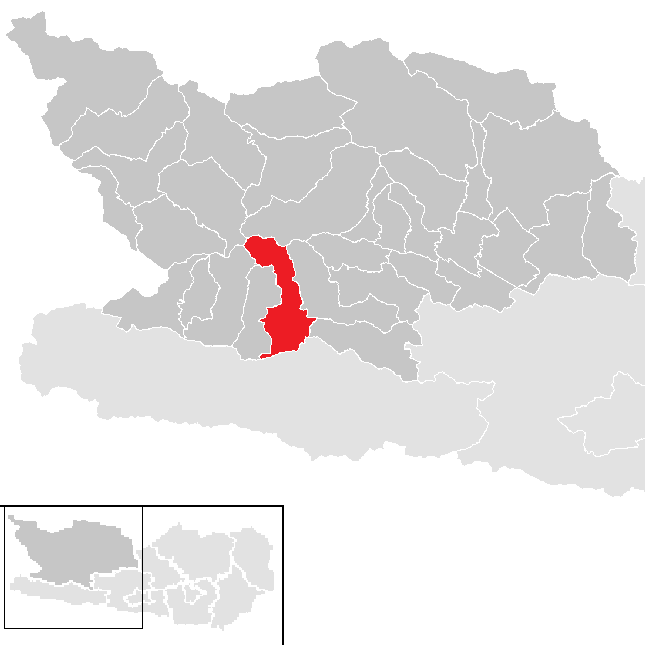
Greifenburg a Spittali járásban

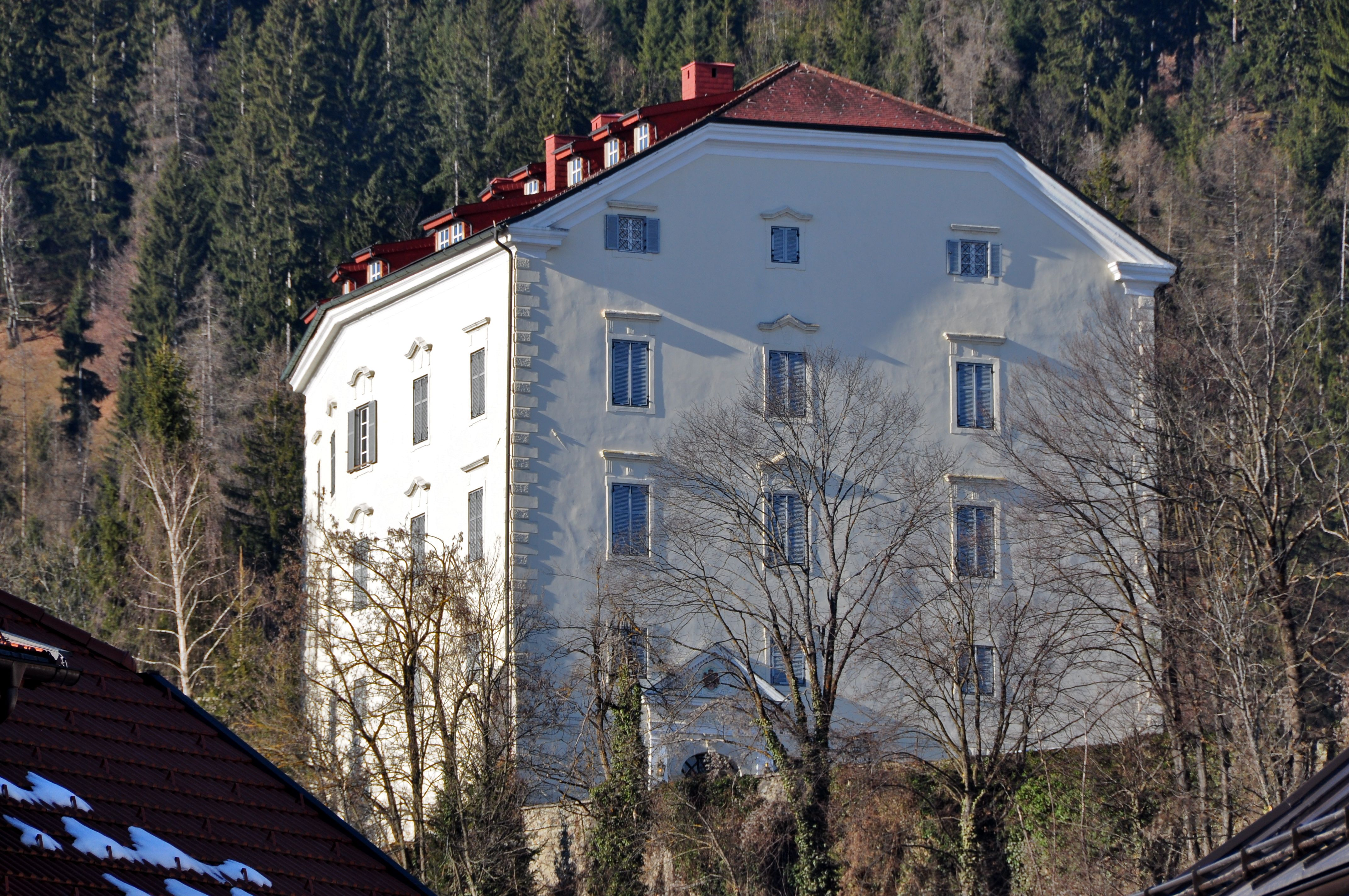
A greifenburgi vár

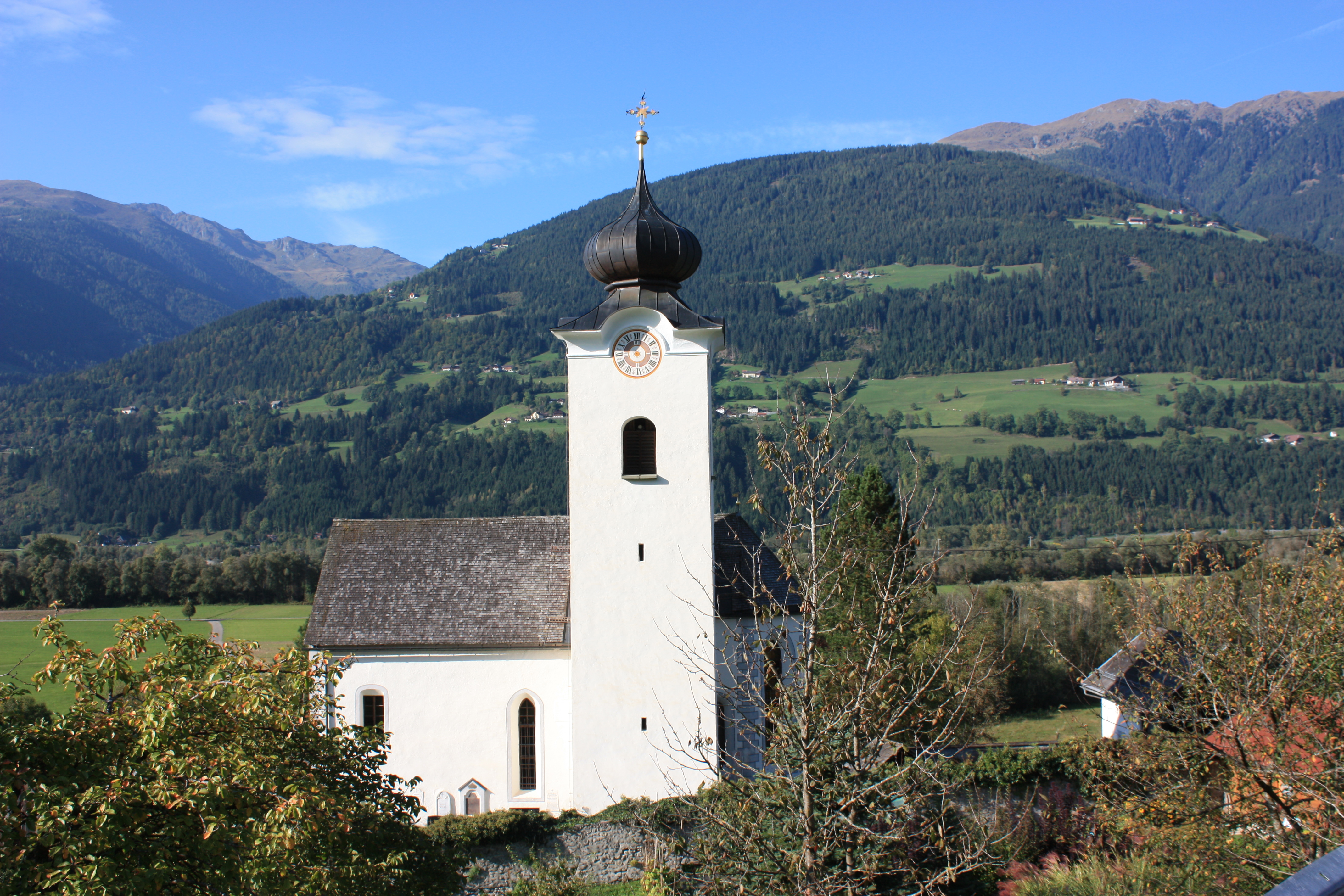
Waisach temploma

Greifenburg Karintia nyugati részén fekszik, a felső Dráva-völgyben. Északról a Kreuzeck-csoport, délről a Gailtali-Alpok hegységei fogják közre. Az önkormányzat 18 falut és településrészt fog össze: Amberg (69 lakos), Amlach (39), Bruggen (73), Eben (9), Egg (5), Gnoppnitz (61), Greifenburg (1034), Gries (80), Hauzendorf (115), Kalch (6), Kerschbaum (66), Kreuzberg (6), Pobersach (68), Rasdorf (13), Tröbelsberg (19), Waisach (87), Wassertheuer (14), Weneberg (10).
A környező települések: nyugatra Berg im Drautal és Dellach im Drautal, északnyugatra Stall, északra Reißeck, keletre Steinfeld és Weißensee, délre Gitschtal és Kirchbach.

## Története
A régészeti leletek tanúsága szerint Greifenburg területe már a római időkben is lakott volt; feltehetően itt volt a Dráva mentén húzódó út Bilachium nevű állomása (mansiója). 
Greifenburg várát először egy 1166-os oklevélben említik. Ekkor Görz grófjainak tulajdonában volt, majd 1230 körül Bernhard von Spanheim karintiai herceg szerezte meg. A görziek nem nyugodtak bele a veszteségbe, 1252-ben csatára is sor került I. Meinhard von Görz (apósa, IV. Albert tiroli gróf segítségével) és Bernhard között (őt fia, Philip salzburgi érsek segítette), de a herceg megőrizte birtokát. A település 1267-ben vásárjogot kapott. Valamivel később kihalt a Spanheim-dinasztia és Habsburg Rudolf a II. Meinhard von Görznek adományozta Greifenburgot és a karintiai hercegi címet is. Meinhard herceg a greifenburgi várban halt meg 1295-ben. 
1460-ban II. Johann von Görz lemondott a várról III. Frigyes császár javára. 1537-ben a Habsburgok kincstárnoka, Gabriel von Salamanca-Ortenburg szerezte meg és a vár 1626-ig az ő leszármazottai kezében maradt.

## Lakosság
A greifenburgi önkormányzat területén 2016 januárjában 1755 fő élt, ami visszaesést jelent a 2001-es 1911 lakoshoz képest. Akkor a helybeliek 91,7%-a volt osztrák, 4% horvát, 1,9% pedig boszniai állampolgár. 86,7%-uk katolikusnak, 7,2% evangélikusnak, 1,9% muszlimnak, 3,1% pedig felekezeten kívülinek vallotta magát.

## Látnivalók
- a greifenburgi vár
- a Szt. Katalin-plébániatemplom
- a waisachi Szt. Miklós-templom
- a gnoppnitzi bányászmúzeum

## Híres greifenburgiak
- Peter Funder (1820–1886) gurki püspök
- Baldur Preiml (1939-) olimpiai bronzérmes síugró

## Testvértelepülések
- Schiffweiler (Németország)

## Fordítás
- Ez a szócikk részben vagy egészben  a   Greifenburg című német Wikipédia-szócikk ezen változatának fordításán alapul.  Az eredeti cikk szerkesztőit annak laptörténete sorolja fel. Ez a jelzés csupán a megfogalmazás eredetét és a szerzői jogokat jelzi, nem szolgál a cikkben szereplő információk forrásmegjelöléseként.